# 內哈伊夫卡 (諾夫霍羅德-錫韋爾斯基區)
51°29′22″N 32°48′39″E / 51.48944°N 32.81083°E
内哈伊夫卡（烏克蘭語：Нехаївка），是烏克蘭北部切爾尼希夫州诺夫霍罗德-锡韦尔斯基区科罗普市镇的村落。始建於1654年，面積6.1平方公里，海拔高度120米，2001年人口1,618，人口密度每平方公里265.1人。